# Aérodrome de Joigny
L’aérodrome de Joigny (code OACI : LFGK) est un aérodrome ouvert à la circulation aérienne publique (CAP), situé à 1 km au nord de Joigny dans l’Yonne (région Bourgogne-Franche-Comté, France).
Il est utilisé pour la pratique d’activités de loisirs et de tourisme (aviation légère).

## Installations
L’aérodrome dispose de deux pistes orientées est-ouest (08/26) :
- une piste bitumée longue de 1 070 mètres et large de 30 ;
- une piste en herbe longue de 700 mètres et large de 80, accolée à la première et réservée aux avions basés.

L’aérodrome n’est pas contrôlé. Les communications s’effectuent en auto-information sur la fréquence de 123,500 MHz.
S’y ajoutent :
- une aire de stationnement ;
- des hangars ;
- une station d’avitaillement en carburant (100LL) et en lubrifiant[2].

## Activités
- Aéroclub Les ailes Joviniennes